# Bergei Rysqalijew
Bergei Säulebajuly Rysqalijew (kasachisch Бергей Сәулебайұлы Рысқалиев, russisch Бергей Саулебаевич Рыскалиев/Bergei Saulebajewitsch Ryskalijew; * 21. Januar 1967) ist ein kasachischer Politiker.

## Leben
Bergei Rysqalijew wurde 1967 im Rajon Makat in der Oblast Gurjew geboren. Er erlangte 1991 einen Hochschulabschluss an der Akademie für Architektur und Bauwesen in Almaty. Ein weiterer Abschluss kam 2000 an der Kasachischen Juristischen Akademie hinzu.
Er begann seine berufliche Laufbahn 1991 als Vorarbeiter im Unternehmen Sapkasenergo. Auch in den Folgejahren war er in leitenden Positionen bei verschiedenen Unternehmen tätig, so unter anderem stellvertretender Direktor von Odissei und von Ajaschan sowie Direktor der Ölgesellschaft Schat und von Batys-Munai. 2001 war er Vorstandsmitglied von CNPC-AktobeMunaiGas und von 2002 bis 2003 leitete er die Zweigstelle von Kaswneschmasch in Atyrau. 2003 arbeitete Rysqalijew für die Regionalverwaltung in Atyrau. Von 2005 bis 2006 bekleidete er den Posten des stellvertretenden Äkim des Gebietes Atyrau. Anschließend war er von Februar bis Oktober 2006 Äkim (Bürgermeister) der Stadt Atyrau und dann bis 2012 Äkim (Gouverneur) des Gebietes Atyrau. Am 16. August 2012 wurde er aus gesundheitlichen Gründen von seinem Amt freigestellt. Wenig später wurden ehemalige Mitarbeiter Rysqalijews wegen Korruption verhaftet. Zentrale Figur des Korruptionsskandals in der Region Atyrau war sein Bruder Amanschan Rysqali. Die kasachische Finanzpolizei warf der kriminellen Gruppe Veruntreuung in Höhe von rund 71 Milliarden Tenge vor. Im November 2014 wurden die Angeklagten in dem Verfahren zu Haftstrafen zwischen zwölf und 14 Jahren verurteilt, Rysqalijew war flüchtig.